# Moerewa
Moerewa est une petite localité de la région du Northland située dans l’Île du Nord de la Nouvelle-Zélande.

## Population
Sa population était de 1 533 personnes lors du recensement de 2006 en Nouvelle-Zélande, en diminution de 129 habitants par rapport à 2001. Elle est particulière du fait de sa proportion élevée de Māori  qui atteint plus de 80 % de sa population.

## Géographie
Elle est localisée tout près de la baie des îles à 5 kilomètres à l’ouest de la ville de Kawakawa.

## Économie
C’est une ville de service pour l’industrie agricole des environs. Sa principale industrie est constituée par les abattoirss et la congélation de la viande. Durant la dépression économique des années 1980 de nombreuses entreprises de la ville furent sévèrement affectées et le chômage s’est étendu. Pour cette raison, la population de la ville a baissé malgré les signes de reprise de l’économie dans le district.

## Transport
Moerewa est située sur le trajet de la State Highway 1/S H 1.Moerewa était autrefois desservie par la ligne de chemin de fer de la branche d’Opua (en), de la  ligne nord d’Auckland (en). La ligne fut à l’origine construite pour relier la baie des îles avec la ville de Whangarei, et le parcours complet ouvrit le 13 avril 1911 . De décembre 1925 jusqu’à novembre 1956, le train Northland Express (en) passait à travers la ville de Moerewa, fournissant un  service direct vers la cité d’Auckland . Après qu’il eut cessé de fonctionner, les passagers furent transportés par un train mixte entre la ville d’Opua et celle de Whangarei jusqu’au 18 juillet 1976. En 1985, le service du fret cessa et la ligne allant de Moerewa à Kawakawa fut démantelée. La ligne à partir d’Otiria avec le terminus nord actuel, en direction de Moerewa reste en place mais est désaffectée.

## Éducation
L’école « Moerewa School » est une école primaire mixte (allant des années 1 à 8) avec un taux de décile de 1 et un effectif de 228 élèves . L’école de Moerewa a ouvert en 1913 et a fusionné avec l’école d'Otiria au début de 2005 .